# Ганс Трегер
Ганс Трегер (нім. Hans Tröger; 29 серпня 1896, Плауен — 21 січня 1982, Швангау) — німецький воєначальник, генерал-лейтенант вермахту. Кавалер Лицарського хреста Залізного хреста.

## Біографія
Учасник Першої світової війни. Після демобілізації армії залишений в рейхсвері. На початку Другої світової війни був командиром 3-го моторизованого піхотного батальйону. З 25 червня 1940 року — командир 64-го мотострілецького батальйону, з 20 грудня 1941 по липень 1942 року — 103-го стрілецького полку. У вересні-листопаді 1942 року — командир училища командирів дивізіону в Парижі і училища командирів роти у Версалі. 30 листопада 1942 по 25 січня 1943 року — командир 27-ї танкової дивізії, з 28 лютого 1943 року — училища танкових військ. З 20 листопада 1943 по 9 лютого 1944 року — командир 25-ї, з 25 травня по 9 вересня 1944 року — 13-ї танкової дивізії. В кінці вересня 1944 року взятий в полон радянськими військами. Засуджений до 15 років ув'язнення. 10 жовтня 1955 року звільнений.

## Звання
- Фанен-юнкер (1 травня 1915)
- Лейтенант (30 травня 1916)
- Оберлейтенант (літо 1925)
- Ротмістр (1 грудня 1935)
- Майор (1 серпня 1936)
- Оберстлейтенант (1 грудня 1939)
- Оберст (1 березня 1942)
- Генерал-майор (1 січня 1943)
- Генерал-лейтенант (1 квітня 1944)

## Нагороди
- Залізний хрест 2-го і 1-го класу
- Почесний хрест ветерана війни з мечами
- Медаль «За вислугу років у Вермахті» 4-го, 3-го і 2-го класу (18 років)
- Застібка до Залізного хреста
  - 2-го класу (1 червня 1940)
  - 1-го класу (29 червня 1940)
- Сертифікат Пошани Головнокомандувача Сухопутних військ Вермахту (20 серпня 1941)
- Німецький хрест в золоті (15 листопада 1941)
- Медаль «За зимову кампанію на Сході 1941/42»
- Орден Корони короля Звоніміра 1-го класу з дубовим листям (Незалежна Держава Хорватія)
- Лицарський хрест Залізного хреста (1 квітня 1944)